# Pałac Dziekana w Warszawie
Pałac Dziekana – jedyny budynek znajdujący się przy ulicy Dziekania na Starym Mieście w Warszawie. Siedziba Muzeum Archidiecezji Warszawskiej.
Budynek jest dwupiętrowy, utrzymany w stylu klasycystycznym i składa się z dwóch skrzydeł (zachodniego od ulicy i wschodniego od podwórza).

## Historia
W XIV wieku, na miejscu dzisiejszego Pałacu Dziekana, stała najprawdopodobniej plebania kościoła św. Jana, o której wspominają źródła historyczne z 1339.
Murowany dom dziekana powstał na przełomie XV–XVI wieku, na dużej działce wydzielonej z terenów Zamku Królewskiego. Pierwsze budynki spłonęły, największy pożar miał miejsce w 1607. Z tego powodu trzy lata później odbudowano i przekształcono rezydencję dla dziekana J. Raciborskiego. Następnie w XVIII w. umieszczono w nim tzw. stare seminarium duchowne. W 1838 działkę zmniejszono na rzecz zamku, a w 1844 budynek stał się jedną z warszawskich kamienic. W latach 1870 do 1939 w pałacu dziekana znajdowały się mieszkania dla służby zamkowej oraz biura.

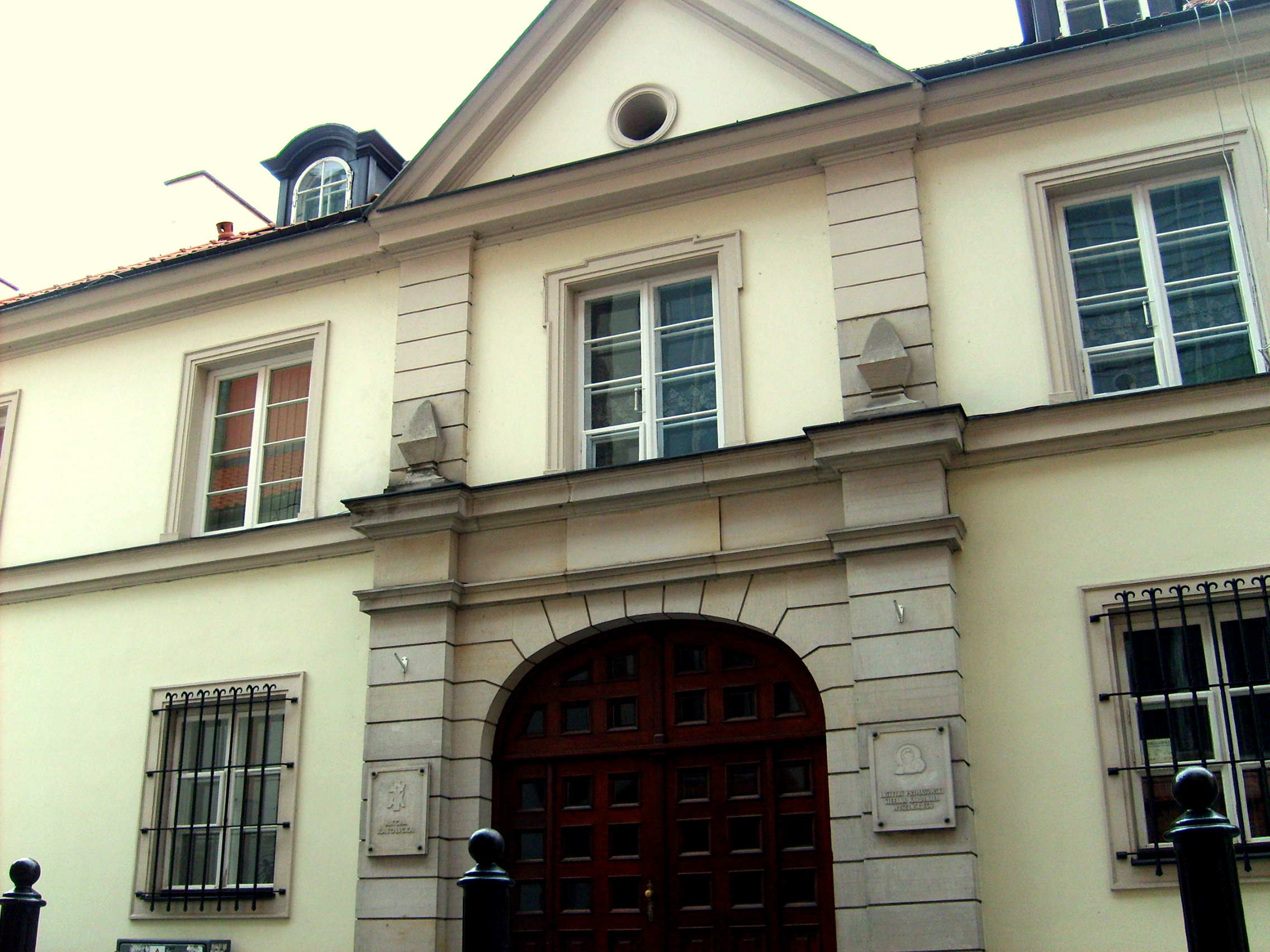
Pałac Dziekana
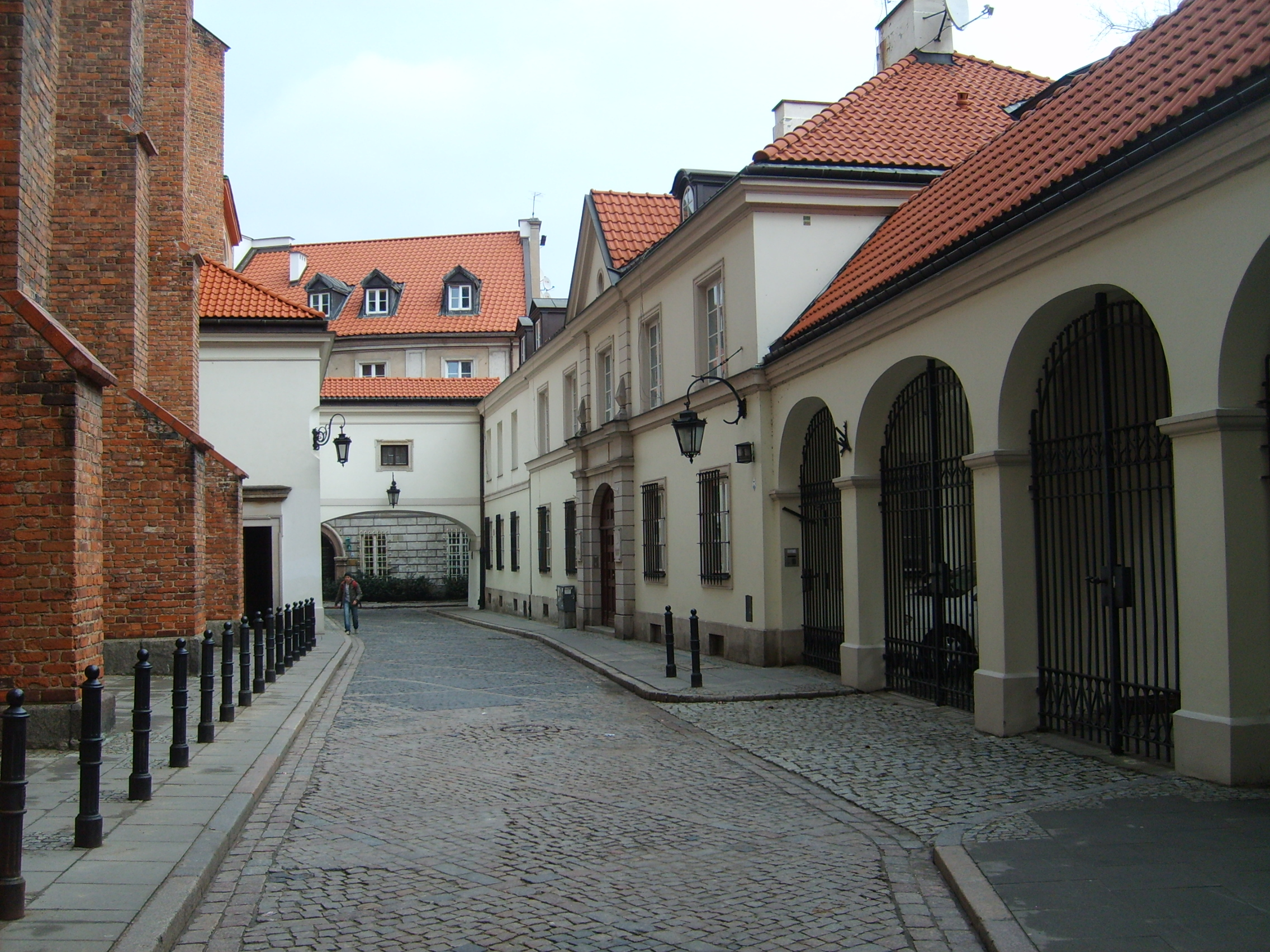
Pałac Dziekana (w głębi po prawej)
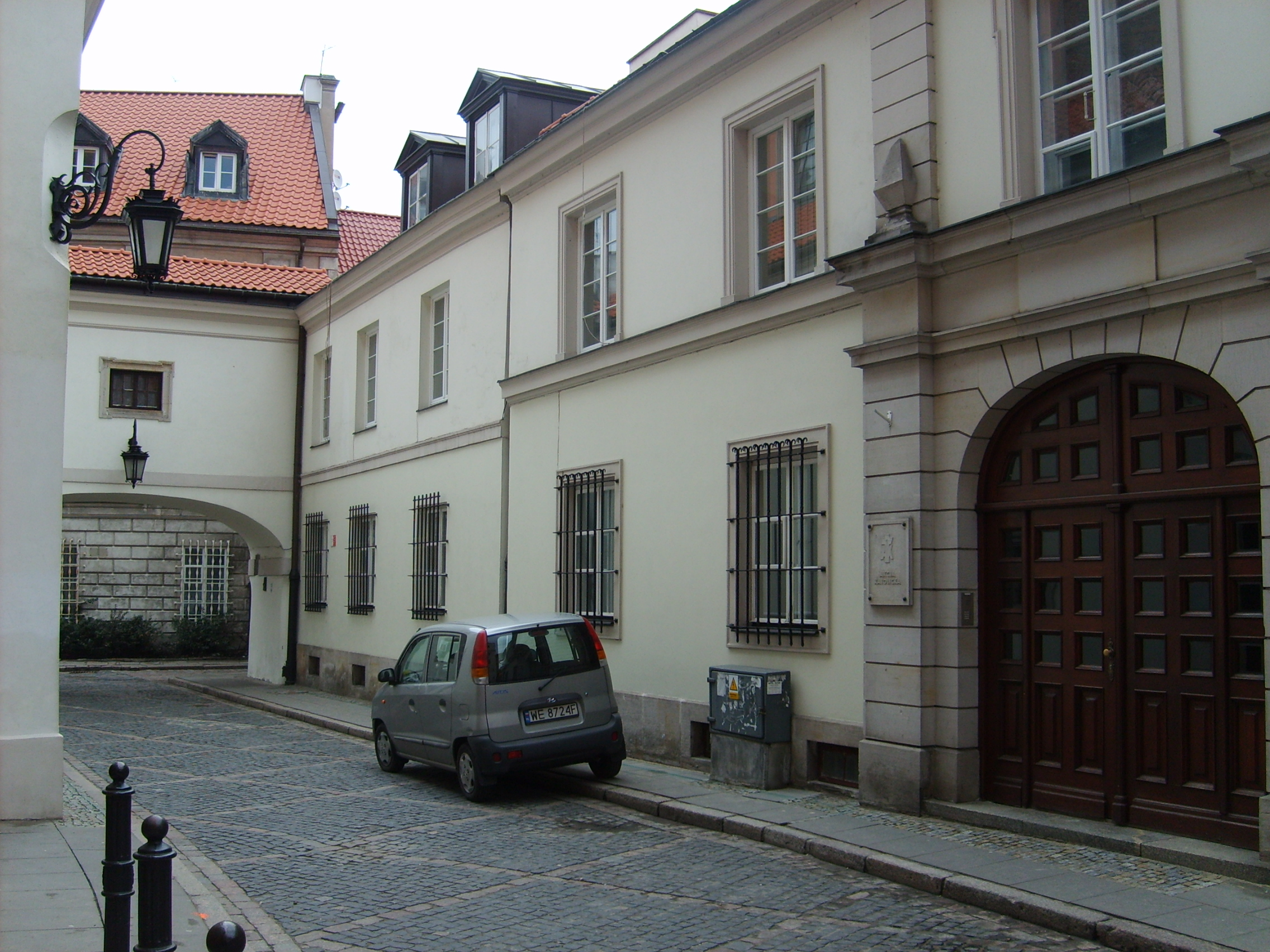
Pałac Dziekana

Podczas powstania warszawskiego w 1944 budynek uległ sporym zniszczeniom. Zachowały się tylko niewielkie fragmenty murów parteru i pierwszego piętra. Niemal cała uliczka, łącznie z katedrą, została zniszczona przez wybuch miny samobieżnej „Goliath”. Pałac został odbudowany między 1966–1968 rokiem według projektu Stanisława Marzyńskiego. Obecnie budynek wygląda nieco inaczej niż przed wojną. Front otrzymał wygląd przedwojennej elewacji tylnej. Przylegająca do pałacu galeria znajduje się w miejscu, gdzie stała zniszczona w czasie wojny kamienica wikariuszy.
Od 2016 pałac jest siedzibą Muzeum Archidiecezji Warszawskiej.